# Ortholinea orientalis
Ortholinea orientalis is een microscopische parasiet uit de familie Ortholineidae. Ortholinea orientalis werd in 1953 beschreven door Shulman & Shulman-Albova. 